# Santiago Alcobé i Noguer
Santiago Alcobé i Noguer (Barcelona, 1903 - 1977) fou un antropòleg, catedràtic d'antropologia a la Universitat de Barcelona des del 1941, i rector des del 1963 al 1965.

## Biografia
Santiago Alcobé va néixer a Barcelona el 5 de març de l'any 1903. Fill d'Eduard Alcobé Arenas i Rosa Noguer i Avila natural de l'Havana. Estudià medicina i ciències naturals a la Universitat de Barcelona i va ser pensionat a Alemanya els anys 1928-1929 on fou deixeble de Telésforo Aranzadi.
Destacà com a catedràtic d'Antropologia a la Facultat de Lletres de la Universitat de Barcelona des del 1941, i rector de la mateixa des de 1963 fins a 1965. Els seus inicis professionals es varen centrar en el camp de la medicina i més endavant s'especialitzà en antropologia. D'altra banda, es va interessar per la prehistòria i l'arqueologia aplicades a l'etnologia. Entre els seus treballs cal citar els estudis bioantropològics de les poblacions aïllades de les valls pirinenques, de les del Sàhara Occidental i de les de la Guinea Equatorial. Fou un dels primers i més importants antropòlegs físics de l'estat español. Implantà mètodes i orientacions precursores a Europa; introduí l'estudi de la genètica i l'estadística en els estudis i en la recerca de la Facultat de Ciències de la UB.
Fou fundador de l'Escola d'Antropologia de Barcelona així com director del Centre de Genètica Animal i Humana del Consell Superior d'Investigacions Científiques i de la secció d'antropobiologia de l'Instituto Bernardino de Sahagún, també anomenat CSIC.
S'ha d'esmentar que fou membre de la Reial Acadèmia de Ciències i Arts i president de la Reial Societat Espanyola d'Història Natural l'any 1963. Director del Centre de Genètica Animal i Humana del Consell Superior d'Investigacions Científiques. Rebé la condecoració de la Creu de l'Ordre Civil d'Alfons X el Savi, l'any 1965. Va morir a Barcelona el dia 15 de juliol de 1977.

## Premis i reconeixements
- (1965) Creu de l'Ordre Civil d'Alfons X el Savi